# Альварес, Эмилио
Эми́лио Вальте́р А́льварес (исп. Emilio Walter Álvarez; 10 февраля 1939, Монтевидео — 22 апреля 2010, Монтевидео) — уругвайский футболист, центральный защитник.
Был известен по прозвищу Коко́чо. В составе клуба «Насьональ» провёл 511 игр, что является рекордным показателем для команды. Четырёхкратный чемпион Уругвая в 1963, 1966, 1969 и 1970 гг. В составе национальной сборной принимал участие в финальном турнире чемпионатов мира 1962 и 1966 гг.